# Yahel Sherman
Yahel Sherman (יהל שרמן) es un productor y DJ israelí de música Trance. Inició su carrera musical a los 14 años. Produce gran cantidad de trabajos del género Psychedelic Trance, y ha colaborado con artistas como Infected Mushroom y Eyal Barkan.
En el ranking 2008 de la DJmag, se colocó en la posición 56.

## Discografía
Ha producido seis álbumes de estudio, tres compilaciones y decenas de vinilos. Ha colaborado con las empresas de videojuegos, Konami y Namco. También lanzó producciones para las discográficas Black Hole, Cyber, Tsunami y Fundamental.

### Álbumes
- 2000 – For the people (Shiva Space Technology)
- 2000 – Waves of sound (HOMmega Productions)
- 2001 – Sound & Melody EP (HOMmega Productions)
- 2001 – Mixing in action (Phonokol)
- 2002 – Private collection (HOMmega Productions)
- 2003 – Hallucinate (Phonokol)
- 2005 – Around the world (Phonokol)
- 2005 – Super set (Phonokol)
- 2007 – Super set II (Phonokol)
- 2008 - Xport (Phonokol)
- 2010 - SHUT UP (Phonokol)
- 2013 - ArchiTech (Plusquam)
- 2015 - Time Travel (Global Army Music)
- 2017 - Deja vu (Caliente Records)

### Sencillos
- Run Away
- 1999 – Skywalker (con DJ Miss T)
- 2000 – Voyage (con Eyal Barkan)
- 2000 – Open Your Mind
- 2001 – Devotion
- 2002 – Electro Panic (con Infected Mushroom)
- 2002 – For the People (con Infected Mushroom)
- 2002 – Sugar One
- 2002 – Avalanche
- 2005 – Liquid Love
- 2007 – Ocean